# غنيمونانية
الغنيمونانية أو الجنتومانية (الاسم العلمي: Gnetopsida) هي طائفة من النباتات تتبع شعبة النباتات الغنيمونية.  

## رتب
- الغنيمونيات